# Denso
A DENSO Corporation (株式会社デンソー; Hepburn: Kabushiki-Gaisha Densō) karijai székhelyű nemzetközi autóalkatrész-gyártó cég, mely 1949-ben, a Toyota-csoportból kiválva alakult meg Nippon DENSO Co. Ltd. (日本電装株式会社; Hepburn: Nippon Densō Kabushiki-Gaisha) néven.
A vállalat körülbelül 25%-a a Toyota Motor tulajdonában áll, ám ennek ellenére a 2016 márciusában véget ért költségvetési évben kevesebb mint a bevételei 50%-a ered a Toyota-csoporttól. A DENSO a 2016-os költségvetési évben a második legnagyobb autóalkatrész-beszállító cég volt.
2017 márciusában a DENSO Corporation 190 leányvállalatból állt – 62 Japánban, 28 Észak-Amerikában, 35 Európában, 59 Ázsiában, illetve 6 Dél-Amerikában és egyéb helyen – melyek összesen 154 493 főt foglalkoztattak. 2016-ban a DENSO 37,688 milliárd dolláros teljes bevétellel a 268. helyen szerepelt a Fortune 500 listán.

## A cég története
Termékei között szerepelnek a nyomócsöves befecskendező-rendszerek, a légszűrők, a légkondicionálók, a gyújtógyertyák, a benzines injektorok. A termékeik vásárlói között olyan cégek szerepelnek, mint a Toyota, az Isuzu, a Nissan, a Ford, a Jaguar vagy a Rover.[forrás?]
Világszerte összesen 191 termelővállalat és értékesítő központ gondoskodik a termékek előállításáról és eladásáról, ebből harmincöt Európában található. A cégcsoport harmincnyolc országban több mint 155 000 főt foglalkoztat.

### Árrögzítési botrányok
2012. január 30-án az amerikai igazságügyi minisztérium két év vizsgálódás után bejelentette, hogy nagyszabású árrögzítési rendszerre derített fényt, melyben a DENSO és a Yazaki jelentős szerepet játszott. A rendszer, melyben rögzítették az autógyártóknak szállított alkatrészek árat egészen Michigantől Japánig terjedt, ahol szintén vizsgálatokat indítottak az ügyben. A DENSO beleegyezett a 78 millió amerikai dolláros bírság kifizetésébe. A dél-koreai tisztességes kereskedelmet felügyelő bizottság árrögzítés miatt számos alkalommal rótt ki bírságot a vállalatra. A vállalatot árrögzítés miatt 2014-ben Kínában, illetve a versenyjog megsértése miatt Kanadában is megbírságolták. A DENSO 2016 januárjában elkerülte az Európai Unió árrögzítés miatt kiszabott körülbelül 287 millió eurós bírságát azzal, hogy felfedett három, a kontinensen több mint öt éve működő árrögzítési-kartellt.

### Részvényesek
2017. március 31-én.
1. Toyota Motor Corporation – 24,81% (194 949 000)
2. Toyota Industries Corporation – 8,83% (69 373 000)
3. The Master Trust Bank of Japan, Ltd. (vagyonkezelői számla) – 4,62% (36 311 000)
4. Towa Real Estate Co., Ltd – 4,24% (33 309 000)
5. Japan Trustee Services Bank, Ltd. (vagyonkezelői számla) – 3,78% (29 746 000)
6. Nippon Life Insurance Company – 2,75% (21 645 000)
7. DENSO Employees’ Shareholding Association – 1,60% (12 615 000)
8. Aisin Seiki Co., Ltd. – 1,59% (12 518 000)
9. Mitsui Sumitomo Insurance Co., Ltd. – 1,21% (9 544 000)
10. Japan Trustee Services Bank, Ltd. (vagyonkezelői számla) – 1,15% (9 058 000)

### A cég Magyarországon
A DENSO Gyártó Magyarország Kft. székesfehérvári gyára zöldmezős beruházásként 1998 szeptemberében kezdte el tevékenységét, mintegy 500 fővel.[forrás?] Első termékük, az úgynevezett ECD–V5 típusú dízel üzemanyag-adagoló pumpa tömegtermelése 1999-ben kezdődött meg, majd 2002 decemberétől tovább bővült a dízel termékcsoport a nyomócsöves befecskendező-rendszer bevezetésével, amely az 1800 bar nyomás adagolását tette lehetővé, az ezt megelőző 1000 bar befecskendezési nyomással szemben.[forrás?] A következő években is töretlen volt a cég fejlődése és továbbiakban új termékek bevezetése kezdődött: a rendszervezérlő egységek, a gyújtógyertya-összeszerelés, illetve 2006-tól a benzinmotor-befecskendezők (injektorok) gyártása.[forrás?]